# Šestinozí
Šestinozí (Hexapoda) jsou podkmen členovců zahrnující aktuálně 4 třídy: hmyz (Insecta), chvostoskoci (Collembola), vidličnatky (Diplura), hmyzenky (Protura).

## Morfologie
Šestinozí mají těla v délce od 0,5 mm do 300 mm, která se dělí na hlavu, hruď a zadeček.

## Taxonomie a fylogenetické vztahy
Dříve byly všechny čtyři třídy zahrnuty v jediné třídě hmyz, dělené na podtřídy bezkřídlí a křídlatí. Později se ukázalo, že významnějším znakem než přítomnost křídel je struktura ústního ústrojí a hmyz byl členěn na podtřídu skrytočelistní (Entognatha) a jevnočelistní (Ectognatha), mezi které patřili všichni křídlatí a bezkřídlé šupinušky a rybenky. Původní podtřída bezkřídlých byla polyfyletická skupina, ale ani zbytek označovaný po vyčlenění šupinušek a rybenek ze skrytočelistných do hmyzu není vývojově jednotná skupina a proto jsou dnes tyto primitivní skupiny považovány za samostatné třídy na stejné taxonomické úrovni jako hmyz. 
Fylogenetické vztahy těchto skupin byly dlouho nejisté a nebylo ani vyloučeno, že některé nejsou přirozené (Diplura). První analýzy byly založeny na morfologických embryonálních znacích; s postupným získáváním molekulárních dat z jaderných genomů a transkriptomů a mitochondriálních dat získávaly či ztrácely podporu různé fylogenomické hypotézy; naopak přirozenost šestinohých byla potvrzována stále věrohodněji. Protože hypotézy společného kladu hmyzenek a vidličnatek (Nonoculata) ani společného kladu chvostoskoků a hmyzu již v posledním desetiletí (od cca 2015) zvažovány nejsou, zůstaly pro popis bazálního větvené fylogenetického stromu šestinohých jako nadějné čtyři z nich:
1. hypotéza polytomických skrytočelistných, podle které se recentní hmyzenky, chvostoskoci a vidličnatky vyvinuli ze společného předka jako linie sesterská k linii recentního hmyzu
2. hypotéza sesterských chvostoskoků („Collembola-sister“), podle které chvostoskoci se odvětvili od linie vedoucí k recentnímu hmyzu jako první, poté hmyzenky a nejblíže hmyzu zůstala linie vidličnatek
3. hypotéza sesterských hmyzenek („Protura-sister“), podle které se hmyzenky odvětvily od linie vedoucí k recentnímu hmyzu jako první, a poté společná linie (klad) chvostoskoků a vidličnatek
4. hypotéza „Ellipura“ (někdy nesprávně citována jako Elliplura[7]), podle které recentní chvostoskoci a hmyzenky tvoří součást kladu Ellipura (syn. Parainsecta), který je sesterskou skupinou společné linie (kladu) zahrnující vidličnatky a hmyz.

Studie z r. 2024 pak prakticky vyloučila první dvě hypotézy a jako nejpravděpodobnější potvrdila hypotézu sesterských hmyzenek, kterou lze zobrazit následujícím kladogramem:

| Entognatha v původním popisu | \| \| Diplura \| \| \| \| \| \| Collembola \| \| \| \| |
|                              | \| \| Diplura \| \| \| \| \| \| Collembola \| \| \| \| |
|                              | Insecta                                                |
|                              |                                                        |
|                              | Diplura                                                |
|                              |                                                        |
|                              | Collembola                                             |
|                              |                                                        |

|  | Diplura    |
|  |            |
|  | Collembola |
|  |            |

| Entognatha v původním popisu | \| \| Diplura \| \| \| \| \| \| Collembola \| \| \| \| |
|                              | \| \| Diplura \| \| \| \| \| \| Collembola \| \| \| \| |
|                              | Insecta                                                |
|                              |                                                        |
|                              | Diplura                                                |
|                              |                                                        |
|                              | Collembola                                             |
|                              |                                                        |

|  | Diplura    |
|  |            |
|  | Collembola |
|  |            |

Úplně vyloučena není ani hypotéza Ellipura, která je výrazně starší (její historie sahá až do r. 1953, i když původně byla pochopitelně založena pouze na morfologických znacích). I v současnosti (r. 2025) jí dávají podporu některé embryologické argumenty. Lze ji ilustrovat následujícícm kladogramem:

|  | Protura    |
|  |            |
|  | Collembola |
|  |            |

|  | Diplura |
|  |         |
|  | Insecta |
|  |         |

|  | Protura    |
|  |            |
|  | Collembola |
|  |            |

|  | Diplura |
|  |         |
|  | Insecta |
|  |         |